# Мехровар
Мехрова́р (тадж. Меҳровар) — село у складі Хатлонської області Таджикистану. Входить до складу Ватанського джамоату Фархорського району.
Назва означає той, що приносить любов. Колишня назва Даштаг, сучасна назва — з 29 березня 2012 року.
Населення — 646 осіб (2010; 654 в 2009).